# Trappe (Maryland)
Trappe ist eine Stadt im Talbot County im Bundesstaat Maryland der Vereinigten Staaten.
Das U.S. Census Bureau hat bei der Volkszählung 2020 eine Einwohnerzahl von 1177 ermittelt.

## Geographie
Die Stadt liegt am Ostrand der Chesapeake Bay, acht Kilometer südlich des Verwaltungssitzes Easton und rund einhundert Kilometer östlich von Washington, D.C. Der U.S. Highway 50 verläuft mitten durch Trappe. In einer Entfernung von sechs Kilometern fließt der Choptank River im Bogen um den Ort.

## Geschichte
Das Jahr 1776 wird als Geburtsjahr der Stadt angegeben. Dieses Datum erscheint jedoch willkürlich gewählt, da schriftliche Aufzeichnungen darüber nicht existieren. Der Ort taucht in älteren Berichten mit den Bezeichnungen Trap, Trapp oder Trappe auf. Ab 1856 wird nur noch der Name Trappe verwendet. Es gibt verschiedene Theorien über den Ursprung des Namens, die wichtigsten sind:
- Der Ort erhielt seinen Namen nach einer lokalen Gaststätte (Tavern), in der Reisende verführt wurden, einige Tage zu verweilen um viel Geld auszugeben. Die Gaststätte wurde deshalb als „Falle“ (englisch: trap) bezeichnet.
- Zuweilen wird vermutet, dass das erste Blockhaus des Ortes bzw. die Gaststätte in seiner äußeren Form einer Rebhuhn-Falle (engl.: partridge trap) ähnelte. In Anlehnung daran wird oftmals ein Stadtsiegel, das ein Rebhuhn zeigt verwendet.[4]
- Nach einer anderen Version wurde der Ort in Anlehnung an die in der Gegend nicht selten vorkommenden Wölfe benannt, die von Trappern in Fallen gefangen wurden (engl.: wolf trap).
- Eine wenig wahrscheinliche Theorie besagt, dass es in der Gegend ein Kloster der Trappisten gab, nach dem der Ort benannt wurde.

Aufgrund der Nähe zum Wasser und der Naturschönheit der Umgebung entwickelten sich in Trappe im Laufe der Jahre insbesondere auch wegen der in der Chesapeake Bay vorkommenden Blaukrabben einige Tourismus- und  Fischereibetriebe.

## Demografische Daten
Im Jahr 2012 wurde eine Einwohnerzahl von 1067 Personen ermittelt, was eine Abnahme um 6,9 % gegenüber 2000 bedeutet. Das Durchschnittsalter der Bewohner lag im Jahr 2012 mit 39,5 Jahren unter dem Durchschnittswert von Maryland, der 41,7 Jahre betrug. 12,7 % der heutigen Einwohner sind englischen Ursprungs. Weitere Einwanderungsgruppen während der Anfänge des Ortes kamen zu 12,2 % aus Deutschland und zu 10,0 % aus Irland.

## Söhne und Töchter der Stadt
- Frank Baker (1886–1963), Baseballspieler